# 十市瓊入媛命
十市瓊入媛命（とおちにいりひめ の みこと，生卒年不詳）乃崇神天皇與尾張大海媛所生之皇女，其生平事蹟不詳。同母之兄弟為八坂入彥命，異母之兄弟則為垂仁天皇、豐城入彥命。

## 內部連結
- 崇神天皇